# Studniční hora
Studniční hora (Duits: Brunnberg) is een berg in Tsjechië, en is onderdeel van het Reuzengebergte op de grens met Polen.
De Tsjechische naam is een vertaling van de Duitse naam, zoals bij veel geografische plaatsen in de regio. 